# Episodi di Outlaws (prima stagione)
La prima stagione della serie televisiva Outlaws è andata in onda negli Stati Uniti dal 29 settembre 1960 al 25 maggio 1961 sulla NBC.
| nº | Titolo originale                | Prima TV USA      |
| -- | ------------------------------- | ----------------- |
| 1  | Thirty a Month                  | 29 settembre 1960 |
| 2  | Ballad for a Badman             | 6 ottobre 1960    |
| 3  | Beat the Drum Slowly            | 20 ottobre 1960   |
| 4  | The Rape of Red Sky             | 27 ottobre 1960   |
| 5  | Shorty                          | 3 novembre 1960   |
| 6  | Last Chance                     | 10 novembre 1960  |
| 7  | Starfall: Part 1                | 24 novembre 1960  |
| 8  | Starfall: Part 2                | 1º dicembre 1960  |
| 9  | The Fortune Stone               | 15 dicembre 1960  |
| 10 | The Quiet Killer                | 29 dicembre 1960  |
| 11 | The Waiting Game                | 19 gennaio 1961   |
| 12 | The Daltons Must Die: Part 1    | 26 gennaio 1961   |
| 13 | The Daltons Must Die: Part 2    | 2 febbraio 1961   |
| 14 | Assassin                        | 9 febbraio 1961   |
| 15 | Culley                          | 16 febbraio 1961  |
| 16 | The Bill Doolin Story           | 2 marzo 1961      |
| 17 | The Bell                        | 9 marzo 1961      |
| 18 | No More Pencils - No More Books | 16 marzo 1961     |
| 19 | Blind Spot                      | 30 marzo 1961     |
| 20 | Outrage at Pawnee Bend          | 6 aprile 1961     |
| 21 | The Avenger                     | 13 aprile 1961    |
| 22 | The Sooner                      | 27 aprile 1961    |
| 23 | Sam Bass                        | 4 maggio 1961     |
| 24 | The Brothers                    | 11 maggio 1961    |
| 25 | The Little Colonel              | 18 maggio 1961    |
| 26 | Return to New March             | 25 maggio 1961    |

## Thirty a Month
- Prima televisiva: 29 settembre 1960

### Trama
- Guest star: Steve Forrest (Rance Hollister), Robert Culp (Sam Yadkin), Warren Oates (Billy Hooton), Garry Walberg (Brazos)

## Ballad for a Badman
- Prima televisiva: 6 ottobre 1960

### Trama
- Guest star: Paul Hartman (Winny), Patricia Breslin (Julie Kittrick), Madlyn Rhue (Rose Dabney), Charles Aidman (Drew Craven), Grandon Rhodes (Thorne), Onslow Stevens (John Kyle), James Dobson (Seth Craven), Jerome Cowan (Lafe Dabney), Cliff Robertson (Chad Burns)

## Beat the Drum Slowly
- Prima televisiva: 20 ottobre 1960

### Trama
- Guest star: Ray Walston (giudice), Dean Jones (Danny Cannon), Vic Morrow (Joe Cannon), Jon Lormer (Pop Morton)

## The Rape of Red Sky
- Prima televisiva: 27 ottobre 1960

### Trama
- Guest star: Patricia Barry (Aimie), Leo Gordon (Hutch), Skip Homeier (Gabe Cutter), Jackie Coogan (Corbett), Eugene Iglesias (Hassini), William Bryant (Jack Roos), Gerald Mohr (Beau Lattimer)

## Shorty
- Prima televisiva: 3 novembre 1960

### Trama
- Guest star: Vivi Janiss (Chloe Duane), Robert Hariand (Clem Decker), Hampton Fancher (Mike Duane), Edward Binns (Sam Decker), Alfred Ryder (Jack Duane)

## Last Chance
- Prima televisiva: 10 novembre 1960

### Trama
- Guest star: Phillip Pine (Quincy), Bruce Gordon (Mercer), John Larch (Tillitson), Ellen Willard (Sue Ellen McKim), Jack Mullaney (Harry Gannon)

## Starfall: Part 1
- Prima televisiva: 24 novembre 1960

### Trama
- Guest star: Adam Williams (Burt), Paul Richards (Pepe), William Shatner (Wayne Gorham), David White (Clay Fisher), John Anderson (Simon Shaw), Ken Lynch (Abetforth), Cloris Leachman (Maddy), John Hoyt (colonnello Pringle), Pippa Scott (Donna Pringle), Edgar Buchanan (Nulty), Jack Warden (Ollie)

## Starfall: Part 2
- Prima televisiva: 1º dicembre 1960

### Trama
- Guest star: Adam Williams (Burt), Paul Richards (Pepe), William Shatner (Wayne Gorham), David White (Clay Fisher), John Hoyt (colonnello Pringle), Cloris Leachman (Maddy), Ken Lynch (Abetforth), Pippa Scott (Donna Pringle), Edgar Buchanan (Nulty), Jack Warden (Ollie)

## The Fortune Stone
- Prima televisiva: 15 dicembre 1960

### Trama
- Guest star: Edward Atienza (Fescu), Dianne Foster (Ann Dineen), Gerald Mohr (Beau Lattimer)

## The Quiet Killer
- Prima televisiva: 29 dicembre 1960

### Trama
- Guest star: Fuzzy Knight (Isaac Miller), J. Pat O'Malley (Kels Nickels), Phyllis Thaxter (Mae Roberts), Carleton Young (Toby), Johnny Washbrook (Vince Nickels), Clegg Hoyt (Isham Dart), Dan Frazer (Sam Childers), Gene Evans (Marshal Tom Doan)

## The Waiting Game
- Prima televisiva: 19 gennaio 1961

### Trama
- Guest star: Fred Beir (Andrews), Constance Ford (Hannah Wolk), Edward Andrews (Veckser), Larry Gates (Teel), Alan Hale, Jr. (Blunden)

## The Daltons Must Die: Part 1
- Prima televisiva: 26 gennaio 1961

### Trama
- Guest star: Chris Robinson (Red Buck), Charles Carlson (Grat Dalton), Robert Lansing (Frank Dalton), Joan Evans (Molly Moore), William Hinnant (Emmett Dalton), Larry Pennell (Bob Dalton)

## The Daltons Must Die: Part 2
- Prima televisiva: 2 febbraio 1961

### Trama
- Guest star: Robert Lansing (Frank Dalton), Charles Carlson (Grat Dalton), William Hinnant (Emmett Dalton), Joan Evans (Molly Moore), Chris Robinson (Red Buck), Larry Pennell (Bob Dalton)

## Assassin
- Prima televisiva: 9 febbraio 1961

### Trama
- Guest star: Edmon Ryan (Tare), Jennifer West (Marcia Fremont), Kevin Hagen (McKinnon), Dean Stockwell (Billy Joe Minden)

## Culley
- Prima televisiva: 16 febbraio 1961

### Trama
- Guest star: Sue Ane Langdon (Julie), Judson Pratt (Dagger), James Coburn (Culley Scott), John Milford (Leo Kirk), James Griffith (Ephraim), Vito Scotti (Paco), Henry Hull (Jeb Woods)

## The Bill Doolin Story
- Prima televisiva: 2 marzo 1961

### Trama
- Guest star: Jean Allison (Edith), James Beck (Red Buck), Jacques Aubuchon (Jones), Wright King (Little Dick), Joe Maross (Bill Doolin)

## The Bell
- Prima televisiva: 9 marzo 1961

### Trama
- Guest star: Ray Daley (Connie Beam), Parley Baer (Harold Beam), Jack Lord (Jim Houston), John Howard (Parson), Bennye Gatteys (Susanna Cabot), Phyllis Hill (Theodora Cabot), Simon Oakland (Neil Gwinner)

## No More Pencils - No More Books
- Prima televisiva: 16 marzo 1961

### Trama
- Guest star: Patricia Barry (Laurie Palmer), Tom Gilson (Red McCool), David Wayne (Darius Woodley), Arthur Hunnicutt (Melville Peterson)

## Blind Spot
- Prima televisiva: 30 marzo 1961

### Trama
- Guest star: Lisabeth Hush, Harp McGuire, Howard McLeod, Howard Wormser, Ed Wilson, V. J. Ardwin (Weasel), Roger Mobley (Davey Morgan), Gary Merrill (Frank Denton)

## Outrage at Pawnee Bend
- Prima televisiva: 6 aprile 1961

### Trama
- Guest star: Paul Ford (capitano Griggs), Frank McHugh (John Buttery), Jonathan Harris (Sam Twyfford)

## The Avenger
- Prima televisiva: 13 aprile 1961

### Trama
- Guest star: Jeanette Nolan, Martin Landau (Rankin), Vic Morrow (Tommy Dodge), Randy Sparks (Sonny)

## The Sooner
- Prima televisiva: 27 aprile 1961

### Trama
- Guest star: Joan Tetzel (Jane), Robert Carricart (Moretti), Stacy Harris (Larson), James Chandler (Reverend), Henry Rowland (Schmidt), Joseph Ruskin (Kopek), Cesare Danova (Grigor Zacod)

## Sam Bass
- Prima televisiva: 4 maggio 1961

### Trama
- Guest star: Cal Bolder (Barnes), Gregg Palmer (Heft), Dennis Patrick (Joel Collins), Walter Burke (Murphy), Margarita Cordova (Marisa), Jack Chaplain (Sam Bass)

## The Brothers
- Prima televisiva: 11 maggio 1961

### Trama
- Guest star: Jim Davis (Steed), Christine White (Persis), Charlie Briggs (Maury Kelly), Richard Rust (Jimmy Kelly)

## The Little Colonel
- Prima televisiva: 18 maggio 1961

### Trama
- Guest star: Ted Markland (Cass), Anna Navarro (Monique), Craig Curtis (Ben), Rafael Campos (Valdez), Ralph Manza (colonnello)

## Return to New March
- Prima televisiva: 25 maggio 1961

### Trama
- Guest star: Gene Lyons, Barry Kelley, Andy Albin, Ken Mayer, Paul Sorenson, John Pickard, Karl Swenson, Reedy Talton, Preston Foster (maggiore Ramseur), Julie Adams (Jill Ramseur)